# Metán (departement)
Metán is een departement in de Argentijnse provincie Salta. Het departement (Spaans:  departamento) heeft een oppervlakte van 5.235 km² en telt 39.006 inwoners.

## Plaatsen in departement Metán
- Alto del Mistol
- Bajo Grande
- El Galpón
- El Naranjo
- El Tunal
- Esteco
- Juramento
- Las Juntas
- Lumbreras
- Metán
- Metán Viejo
- Ovejería
- Paraje del Juramento
- Presa El Tunal
- Punta de Agua
- Río Piedras
- San José de la Orquera
- San José de Metán
- Schneidewind
- Yatasto